# Damian Drăghici
Damian Drăghici (ur. 31 marca 1970 w Bukareszcie) – rumuński muzyk, artysta estradowy, specjalista w grze na fletni Pana, a także polityk narodowości romskiej, deputowany do Parlamentu Europejskiego VIII kadencji.

## Życiorys
Urodził się w rodzinie z wielopokoleniowymi tradycjami muzycznymi. Zaczął grać na różnych instrumentach w wieku trzech lat, wkrótce skoncentrował się na grze na fletni Pana. W wieku dziesięciu zaczął odnosić sukcesy muzyczne, zdobywając nagrody na festiwalach muzycznych. Gdy ukończył 18 lat, wystąpił o zezwolenie na wyjazd za granicę, po odmowie nielegalnie wyjechał z Rumunii. Zamieszkał w Jugosławii, następnie w Grecji, gdzie grywał w klubach, a także utrzymywał się z występów ulicznych. Został wypatrzony przez przedstawiciela Sony Music, który zaoferował mu stypendium. Wyjechał do Stanów Zjednoczonych, gdzie ukończył studia na Berklee College of Music.
Damian Drăghici zyskał popularność dzięki specjalnej technice umożliwiającej mu trzykrotnie szybszą grę niż przeciętny muzyk grający na fletni Pana. W swojej muzyce zaczął łączyć różne style, tj. rock, jazz, muzyka cygańska, muzyka klasyczna, hip-hop i flamenco. Współpracował z różnymi muzykami i orkiestrami, grał m.in. z Howardem Levy'm i London Philharmonic Orchestra. Występował na koncertach z cyklu Night of the Proms. Nagrał kilkanaście albumów muzycznych, wśród nich Romanian Gypsy Pan Flute Virtuoso (1999), United States Yale Strom: Garden of Yidn (2001), Oneness, Damian's Fire (2004) i Damian Draghici Brothers Best Of (2010). Gościnnie wystąpił na płycie Paula Wintera Consorta Silver Solstice, która w 2006 uzyskała nagrodę Grammy. W 2006 Damian Drăghici powrócił do Rumunii, gdzie zaangażował się w działalność na rzecz społeczności romskiej. Założył także zespół muzyki cygańskiej Damian & Brothers, mający wspierać działania zmierzające do zmiany wizerunku mniejszości romskiej.
W 2012 premier Victor Ponta powierzył mu stanowisko doradcy do spraw związanych z mniejszością romską. W wyborach parlamentarnych w tym samym roku z ramienia lewicowej koalicji (jako przedstawiciel Narodowego Związku na rzecz Rozwoju Rumunii) został wybrany do Senatu.
W 2014 z ramienia lewicowej koalicji skupionej wokół socjaldemokratów uzyskał mandat deputowanego do PE VIII kadencji.